# Schuddebeurs (Schouwen-Duiveland)
Pour les articles homonymes, voir Schuddebeurs.
Schuddebeurs est un village néerlandais de la commune de Schouwen-Duiveland, en Zélande.

## Géographie
Schuddebeurs est situé dans la partie centrale de l'île de Schouwen-Duiveland, près de Noordgouwe.

## Histoire
En 1840, Schuddebeurs comptait 6 maisons et 55 habitants. Jusqu'au 1er janvier 1961, le village faisait partie de la commune de Noordgouwe.

## Référence
1. ↑  Alphabetisch register van alle bewoonde oorden des Rijks, Departement van Oorlog, Éd. Erven Doorman, 's-Gravenhage, 1850